# Силвейра, Алберту да
Алберту Карлуш да Силвейра (23 февраля 1859, Лагуш — 22 апреля 1927, Лиссабон, Португалия) — португальский военный и общественно-государственный деятель. Министр национальной обороны Португалии. Сенатор. Генерал артиллерии.

## Биография
В 1882 году окончил военно-артиллерийское училище, получил звание второго лейтенанта. В 1890 году — капитан, майор — в 1907 году, подполковник — в 1911 году, полковник — в 1913 году, в 1918 году ему было присвоено звание генерала.
Во время португальской революции 1910 года и провозглашения Португальской республики командовал подразделением укреплённого района Лиссабона. Как один из военных, поддержавших революцию, был назначен руководителем Лиссабонской полиции. Участник революционных действий того времени в Португалии, в боях потерял правый глаз.
Сторонник республики, вступил в партию юнионистов (Республиканского союза). Позже трижды занимал кресло министра национальной обороны Португалии (с 8 октября по 12 ноября 1911 года, с 12 ноября 1911 по 16 июня 1912 года и с 23 мая по 30 августа 1921 года).
В 1911 году был избран депутатом Учредительного собрания, членом Сената Португальской республики.
Генерал артиллерии с 1918 года. Член Верховного военного суда.
В 1919 году, командуя республиканскими войсками, подавил выступление монархических сил.

## Награды
- Большой крест ордена Ависса
- Гранд-офицер ордена Ависса
- Офицер ордена Ависса
- Золотая медаль «За образцовое поведение» (Португалия)